# Gaivota-de-bico-fino

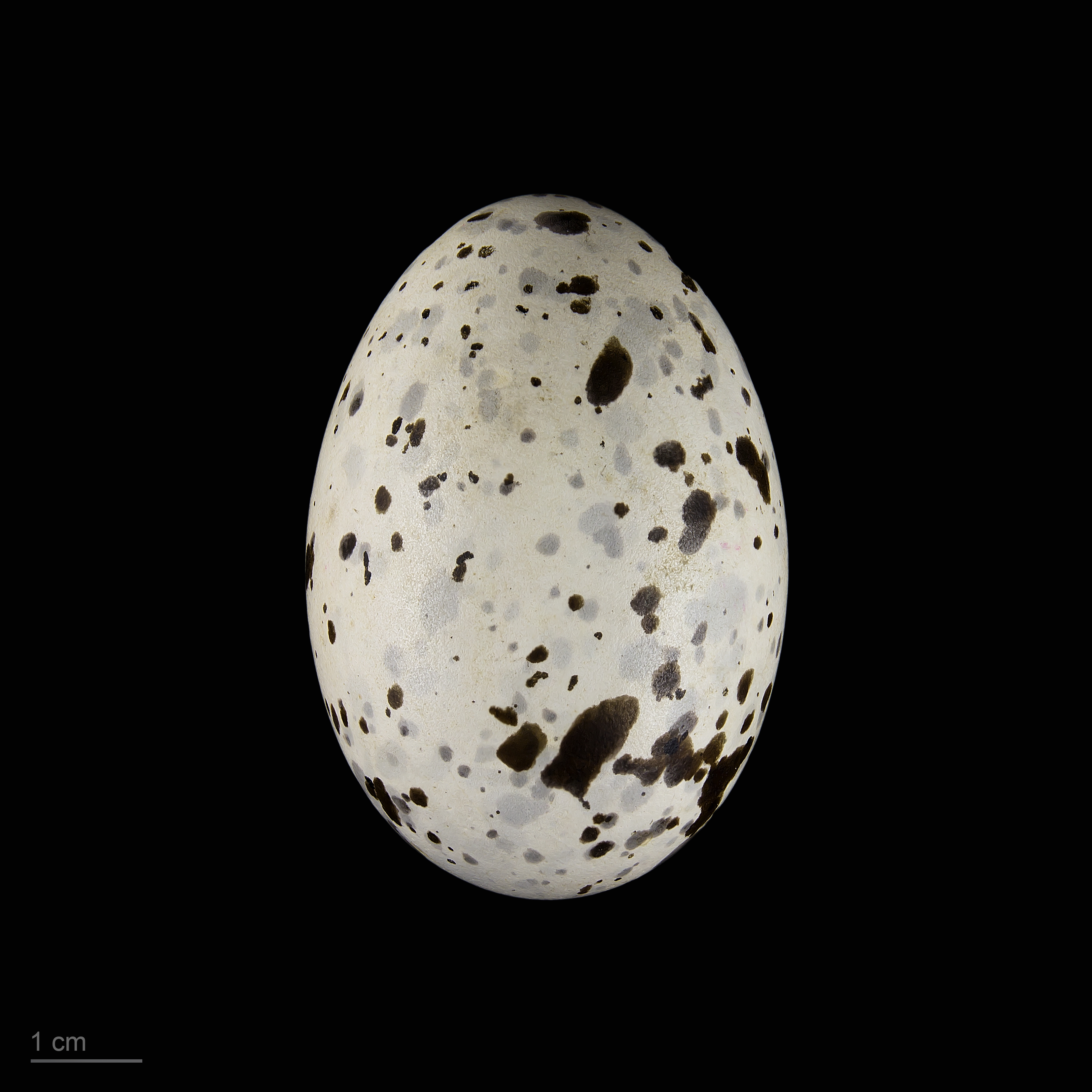
Chroicocephalus genei - MHNT

A gaivota-de-bico-fino (Chroicocephalus genei) é uma ave pertencente à família Laridae. É bastante parecida com o guincho-comum, distinguindo-se desta pelos tons rosados do peito e pela ausência de capuz ou manchas escuras na cabeça.
É uma espécie pouco abundante que se distribui sobretudo pela bacia do Mediterrâneo. As zonas de nidificação mais próximas de Portugal situam-se nas marismas do Guadalquivir. Em Portugal a espécie é acidental e o único local onde tem sido observada com alguma regularidade é a Reserva de Castro Marim, no Algarve.

## Subespécies
A espécie é monotípica (não são reconhecidas subespécies).